# Macromitrium masafuerae
Macromitrium masafuerae är en bladmossart som beskrevs av Brotherus in Skottsberg 1924. Macromitrium masafuerae ingår i släktet Macromitrium och familjen Orthotrichaceae. Inga underarter finns listade i Catalogue of Life.